# 4-甲基叔丁苯
4-甲基叔丁苯是一种有机化合物，化学式为C11H16。它可由氢气在钯催化下还原4-叔丁基苯甲醛得到，或在酸催化下由2-甲基丙烯和甲苯反应制得。在相转移催化剂和氯化钴催化下，它可以被氧气氧化为4-叔丁基苯甲酸。它在混酸中硝化，可以得到3-硝基-4-甲基叔丁苯。